# Teorie velkého třesku (11. řada)
V pořadí jedenáctá řada seriálu Teorie velkého třesku navazuje na desátou řadu. V premiéře ji vysílala americká televize CBS od 25. září 2017 do 10. května 2018, má 24 dílů. V Česku měla premiéru 8. ledna do 18. června 2018 na stanici Prima Cool.
Dne 21. března 2017 byl seriál prodloužen o 11. a 12. řadu.

## Seznam dílů
| Č. v seriálu | Č. v řadě | Původní název                   | Český název                      | Režie           | Scénář | Premiéra v USA     | Premiéra v ČR   | Produkční kód | Sledovanost v USA (v mil.) |
| ------------ | --------- | ------------------------------- | -------------------------------- | --------------- | --- | ------------------ | --------------- | ------------- | -------------------------- |
| 232          | 1         | The Proposal Proposal           | Akceptace nabídky k sňatku       | Mark Cendrowski | námět: Chuck Lorre, Eric Kaplan a Jeremy Howe scénář: Steve Holland, Maria Ferrari, Tara Hernandez             | 25. září 2017      | 8. ledna 2018   | T12.15601     | 17,65                      |
| 233          | 2         | The Retraction Reaction         | Nerozvážné interview             | Mark Cendrowski | námět: Steven Molaro, Steve Holland a Maria Ferrari scénář: Dave Goetsch, Eric Kaplan a Anthony Del Broccolo   | 2. října 2017      | 15. ledna 2018  | T12.15602     | 14,06                      |
| 234          | 3         | The Relaxation Integration      | Starosti s termínem svatby       | Mark Cendrowski | námět: Chuck Lorre, Steve Holland a Adam Faberman scénář: Maria Ferrari, Andy Gordon a Tara Hernandez          | 9. října 2017      | 22. ledna 2018  | T12.15603     | 13,13                      |
| 235          | 4         | The Explosion Implosion         | Účinné formy sbližování          | Mark Cendrowski | námět: Bill Prady, Maria Ferrari a Tara Hernandez scénář: Steve Holland, Eric Kaplan a Jeremy Howe             | 16. října 2017     | 29. ledna 2018  | T12.15604     | 13,07                      |
| 236          | 5         | The Collaboration Contamination | Manuál k dospělým dětem          | Nikki Lorre     | námět: Steven Molaro, Steve Holland a Eric Kaplan scénář: Dave Goetsch, Maria Ferrari a Jeremy Howe            | 23. října 2017     | 5. února 2018   | T12.15605     | 13,20                      |
| 237          | 6         | The Proton Regeneration         | Regenerace Protonů               | Mark Cendrowski | námět: Steven Molaro, Dave Goetsch a Alex Yonks scénář: Dave Steve Holland, Andy Gordon a Jeremy Howe          | 2. listopadu 2017  | 12. února 2018  | T12.15606     | 14,14                      |
| 238          | 7         | The Geology Methodology         | Reputace v sázce                 | Mark Cendrowski | námět: Steve Holland, Anthony Del Broccolo a Adam Faberman scénář: Eric Kaplan, Maria Ferrari a Tara Hernandez | 9. listopadu 2017  | 19. února 2018  | T12.15607     | 13,80                      |
| 239          | 8         | The Tesla Recoil                | Tesla kontra Edison              | Anthony Rich    | námět: Chuck Lorre, Eric Kaplan a Tara Hernandez scénář: Steve Holland, Maria Ferrari a Jeremy Howe            | 16. listopadu 2017 | 26. února 2018  | T12.15608     | 13,44                      |
| 240          | 9         | The Bitcoin Entanglement        | Bitcoinová retrospektiva         | Mark Cendrowski | námět: Steve Holland, Andy Gordon a Jeremy Howe scénář: Dave Goetsch, Maria Ferrari a Anthony Del Broccolo     | 30. listopadu 2017 | 5. března 2018  | T12.15609     | 13,84                      |
| 241          | 10        | The Confidence Erosion          | Destrukce sebedůvěry             | Mark Cendrowski | námět: Bill Prady, Maria Ferrari a Adam Faberman scénář: Steve Holland, Eric Kaplan a Tara Hernandez           | 7. prosince 2017   | 12. března 2018 | T12.15610     | 14,41                      |
| 242          | 11        | The Celebration Reverberation   | Extrémně otravná oslava          | Mark Cendrowski | námět: Steve Holland, Eric Kaplan a Alex Ayers scénář: Dave Goetsch, Maria Ferrari a Jeremy Howe               | 14. prosince 2017  | 19. března 2018 | T12.15611     | 13,74                      |
| 243          | 12        | The Matrimonial Metric          | Metriky svatebních rolí          | Mark Cendrowski | námět: Maria Ferrari, Tara Hernandez a Jeremy Howe scénář: Steve Holland, Eric Kaplan a Andy Gordon            | 4. ledna 2018      | 26. března 2018 | T12.15612     | 16,16                      |
| 244          | 13        | The Solo Oscillation            | Vibrace strun                    | Mark Cendrowski | námět: Chuck Lorre, Steve Holland a Anthony Del Broccolo scénář: Eric Kaplan, Maria Ferrari a Jeremy Howe      | 11. ledna 2018     | 2. dubna 2018   | T12.15613     | 15,93                      |
| 245          | 14        | The Separation Triangulation    | Férové odloučení                 | Mark Cendrowski | námět: Chuck Lorre, Eric Kaplan a Maria Ferrari scénář: Steven Molaro, Steve Holland a Tara Hernandez          | 18. ledna 2018     | 9. dubna 2018   | T12.15614     | 14,92                      |
| 246          | 15        | The Novelization Correlation    | Předloha detektivního románu     | Mark Cendrowski | námět: Steve Holland, Andy Gordon a Adam Faberman scénář: Eric Kaplan, Maria Ferrari a Jeremy Howe             | 1. února 2018      | 16. dubna 2018  | T12.15615     | 14,69                      |
| 247          | 16        | The Neonatal Nomenclature       | Úmorná kampaň                    | Gay Linvill     | námět: Eric Kaplan, Maria Ferrari a Anthony Del Broccolo scénář: Steve Holland, Tara Hernandez a Adam Faberman | 1. března 2018     | 23. dubna 2018  | T12.15616     | 13,75                      |
| 248          | 17        | The Athenaeum Allocation        | Přiřčení rezervace               | Mark Cendrowski | námět: Steve Holland, Steven Molaro a Tara Hernandez scénář: Dave Goetsch, Eric Kaplan a Maria Ferrari         | 8. března 2018     | 30. dubna 2018  | T12.15617     | 13,88                      |
| 249          | 18        | The Gates Excitation            | Gatesova excitace                | Mark Cendrowski | námět: Eric Kaplan, Maria Ferrari a Andy Gordon scénář: Steve Holland, Tara Hernadnez a Jeremy Howe            | 29. března 2018    | 7. května 2018  | T12.15618     | 13,26                      |
| 250          | 19        | The Tenant Disassociation       | Disociace nájemníků              | Mark Cendrowski | námět: Steve Holland, Jeremy Howe a Trevor Alper scénář: Dave Goetsch, Eric Kaplan a Maria Ferrari             | 5. dubna 2018      | 14. května 2018 | T12.15619     | 13,00                      |
| 251          | 20        | The Reclusive Potential         | Potenciál izolace                | Mark Cendrowski | námět: Maria Ferrari, Anthony Del Broccolo a Tara Hernandez scénář: Steve Holland, Eric Kaplan a Adam Faberman | 12. dubna 2018     | 21. května 2018 | T12.15620     | 12,77                      |
| 252          | 21        | The Comet Polarization          | Polarizace komety                | Mark Cendrowski | námět: Steve Holland, Bill Prady a Eric Kaplan scénář: Maria Ferrari, Andy Gordon a Tara Hernandez             | 19. dubna 2018     | 28. května 2018 | T12.15621     | 12,91                      |
| 253          | 22        | The Monetary Insufficiency      | Nedostatek finančních prostředků | Nikki Lorre     | námět: Dave Goetsch, Maria Ferrari a Tara Hernandez scénář: Steve Holland, Eric Kaplan a Jeremy Howe           | 26. dubna 2018     | 4. června 2018  | T12.15622     | 11,79                      |
| 254          | 23        | The Sibling Realignment         | Urovnání vyhrocených emocí       | Mark Cendrowski | námět: Steve Holland, Eric Kaplan a Anthony Del Broccolo scénář: Dave Goetsch, Maria Ferrari a Jeremy Howe     | 3. května 2018     | 11. června 2018 | T12.15623     | 12,93                      |
| 255          | 24        | The Bow Tie Asymmetry           | Asymetrie vázacího motýlka       | Mark Cendrowski | námět: Chuck Lorre, Steven Molaro a Maria Ferrari scénář: Steve Holland, Eric Kaplan a Tara Hernandez          | 10. května 2018    | 18. června 2018 | T12.15624     | 15,51                      |